# Фльорків Василь Іванович
Василь Іванович Фльорків (1895, с. Скородинці, Австро-Угорщина — 1974, с. Скородинці) — український громадський діяч. Хрест Легіону УСС. Січовий стрілець; підхорунжий УГА.

## Життєпис
Василь Фльорків народився 1895 року у селі Скородинцях, нині Чортківської громади Чортківського району Тернопільської области України.
Заснував у родинному селі осередки товариства «Просвіта», «Сокіл», читальню і бібліотеку.
У 1914 році з батьком та сільським столярем І. Стельмащуком виготовив і встановив купол над сільською церквою. Депутат Народних Зборів Західної України у м. Львів (жовтень 1939). У 1941 році на сільському вічі виголосив текст Акту відновлення Української Держави.